# Bréhand
Ne doit pas être confondu avec Bréhan.
Bréhand [bʁeɑ̃] est une commune française située dans le département des Côtes-d'Armor, en région Bretagne. La commune est connue au Moyen Âge pour sa production commerciale de vin, de chanvre et de lin.

## Géographie

### Situation
Bréhand est située dans l'ancien canton de Moncontour et désormais dans le canton de Plénée-Jugon, à 8 km au sud de Lamballe sur l’axe Lamballe-Loudéac.

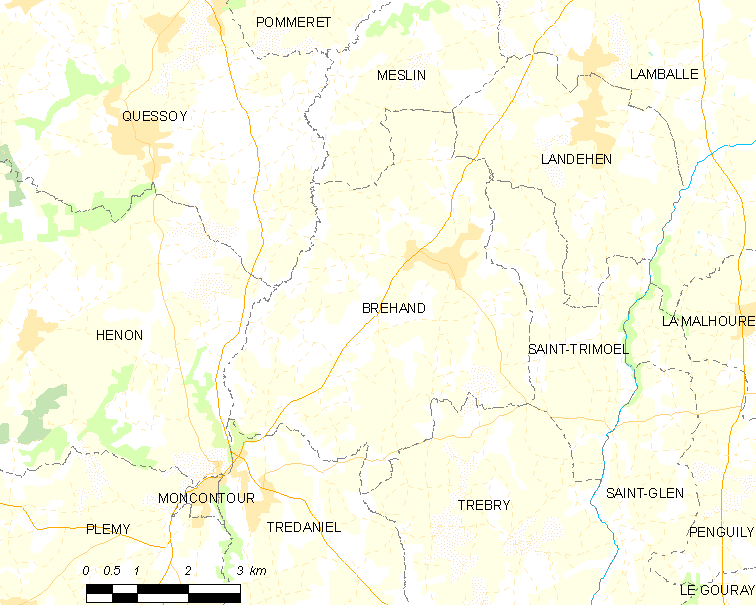
Carte de Bréhand et des communes avoisinantes.

| Quessoy | Lamballe-Armor | Landéhen      |
| Hénon   | Bréhand        | saint-Trimoël |
|         | Trédaniel      | Trébry        |

### Relief et paysages
Le point le plus haut de la commune (146 m) se trouve tout près de la Ville-ès-Renault à la limite de Trébry, à l'extrémité sud de la commune, et le point le plus bas (57 m) est près du Refus à la limite de Quessoy, dans l'angle nord-ouest du finage communal. Le bourg est vers 85 mètres d'altitude.
La superficie de Bréhand est de 2 495 hectares dont 2 066 hectares de surface agricole utilisée.

### Géologie
Le groupe Lessard, qui possède en tout 10 carrières (7 dans les Côtes-d'Armor et 3 dans le Morbihan), exploite celle du Pont de Pierre, vaste de 76 hectares, et dont le permis d'exploitation date du 19 octobre 2006 pour une durée de 30 ans ; la roche extraite est de la cornéenne à amphibole et la production en 2025 de 4 000 tonnes par jour.

### Hydrographie
Pour un article plus général, voir Réseau hydrographique des Côtes-d'Armor.
La commune est située dans le bassin Loire-Bretagne. Elle est drainée par l'Évron, la Truite et le Margot,.
L'Évron constitue la limite ouest de la commune. D'une longueur de 26 km, il prend sa source dans la commune de Plémy et se jette  dans le Gouessant à Lamballe-Armor, après avoir traversé dix communes. 
La Truite, d'une longueur de 17 km, prend sa source dans la commune de Trébry et se jette  dans le Gouessant à Coëtmieux, après avoir traversé six communes. 
Le Margot, d'une longueur de 11 km, prend sa source dans la commune de Trébry et se jette  dans l'Évron à Quessoy, après avoir traversé quatre communes. 

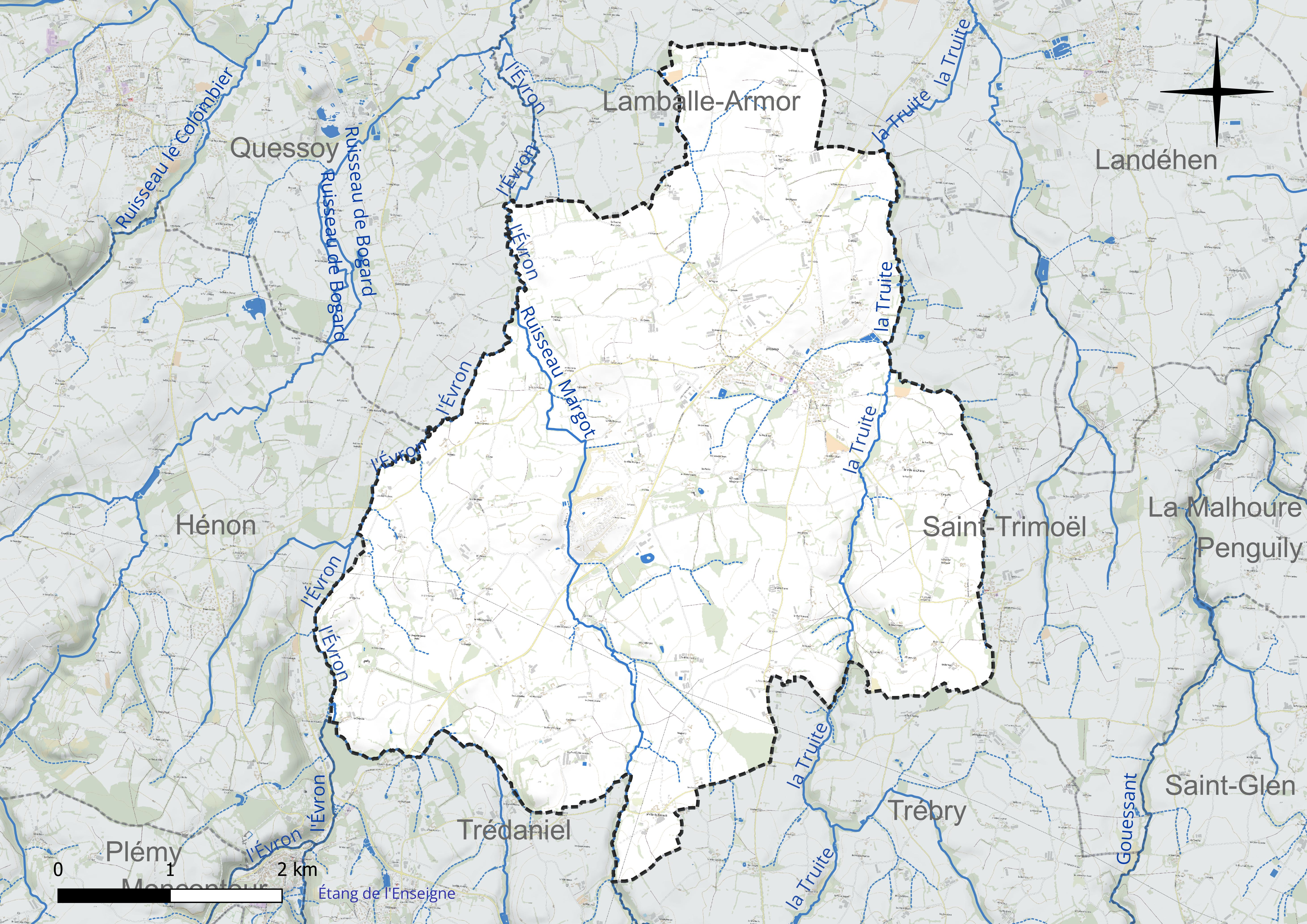
Réseau hydrographique de Bréhand.

### Climat
Pour des articles plus généraux, voir Climat de la Bretagne et Climat des Côtes-d'Armor.
En 2010, le climat de la commune est de type climat océanique franc, selon une étude du CNRS s'appuyant sur une série de données couvrant la période 1971-2000. En 2020, Météo-France publie une typologie des climats de la France métropolitaine dans laquelle la commune est exposée à un climat océanique et est dans la région climatique  Finistère nord, caractérisée par une pluviométrie élevée, des températures douces en hiver (6 °C), fraîches en été et des vents forts. Parallèlement l'observatoire de l'environnement en Bretagne publie en 2020 un zonage climatique de la région Bretagne, s'appuyant sur des données de Météo-France de 2009. La commune est, selon ce zonage, dans la zone « Intérieur », exposée à un climat médian, à dominante océanique.
Pour la période 1971-2000, la température annuelle moyenne est de 11,4 °C, avec une amplitude thermique annuelle de 11,3 °C. Le cumul annuel moyen de précipitations est de 703 mm, avec 11,7 jours de précipitations en janvier et 6,1 jours en juillet. Pour la période 1991-2020, la température moyenne annuelle observée sur la station météorologique la plus proche, située sur la commune de Lamballe-Armor à 8 km à vol d'oiseau, est de 11,8 °C et le cumul annuel moyen de précipitations est de 681,8 mm. Pour l'avenir, les paramètres climatiques de la commune estimés pour 2050 selon différents scénarios d'émission de gaz à effet de serre sont consultables sur un site dédié publié par Météo-France en novembre 2022.

### Transports
La commune est traversée par les routes départementales :
- R.D. 768 Lamballe-Loudéac (ancienne Route nationale 168), Cet axe routier passe dans la partie de la commune, à près d'un kilomètre à l'ouest du bourg.
- R.D. 80 Saint-Brieuc-Jugon,
- R.D. 35 Hénon-Bréhand,
- R.D. 44 Moncontour-Jugon.

Elle a en outre 57 km de voies communales.

### Habitat et paysages
Bréhand présente un paysage traditionnel de  bocage avec un habitat dispersé formé de hameaux ("villages") et fermes isolées.  La commune a conservé pour l'essentiel son caractère rural ; toutefois une certaine rurbanisation est perceptible à l'ouest du bourg, en direction de la D 768 et du quartier du Vau Jaune.

## Urbanisme

### Typologie
Au 1er janvier 2024, Bréhand est catégorisée bourg rural, selon la nouvelle grille communale de densité à 7 niveaux définie par l'Insee en 2022.
Elle est située hors unité urbaine et hors attraction des villes,.

### Occupation des sols
L'occupation des sols de la commune, telle qu'elle ressort de la base de données européenne d’occupation biophysique des sols Corine Land Cover (CLC), est marquée par l'importance des territoires agricoles (94,6 % en 2018), en diminution par rapport à 1990 (95,6 %). La répartition détaillée en 2018 est la suivante : 
terres arables (65,1 %), zones agricoles hétérogènes (20,9 %), prairies (8,5 %), zones urbanisées (3,1 %), mines, décharges et chantiers (2,2 %), forêts (0,1 %). L'évolution de l’occupation des sols de la commune et de ses infrastructures peut être observée sur les différentes représentations cartographiques du territoire : la carte de Cassini (XVIIIe siècle), la carte d'état-major (1820-1866) et les cartes ou photos aériennes de l'IGN pour la période actuelle (1950 à aujourd'hui).

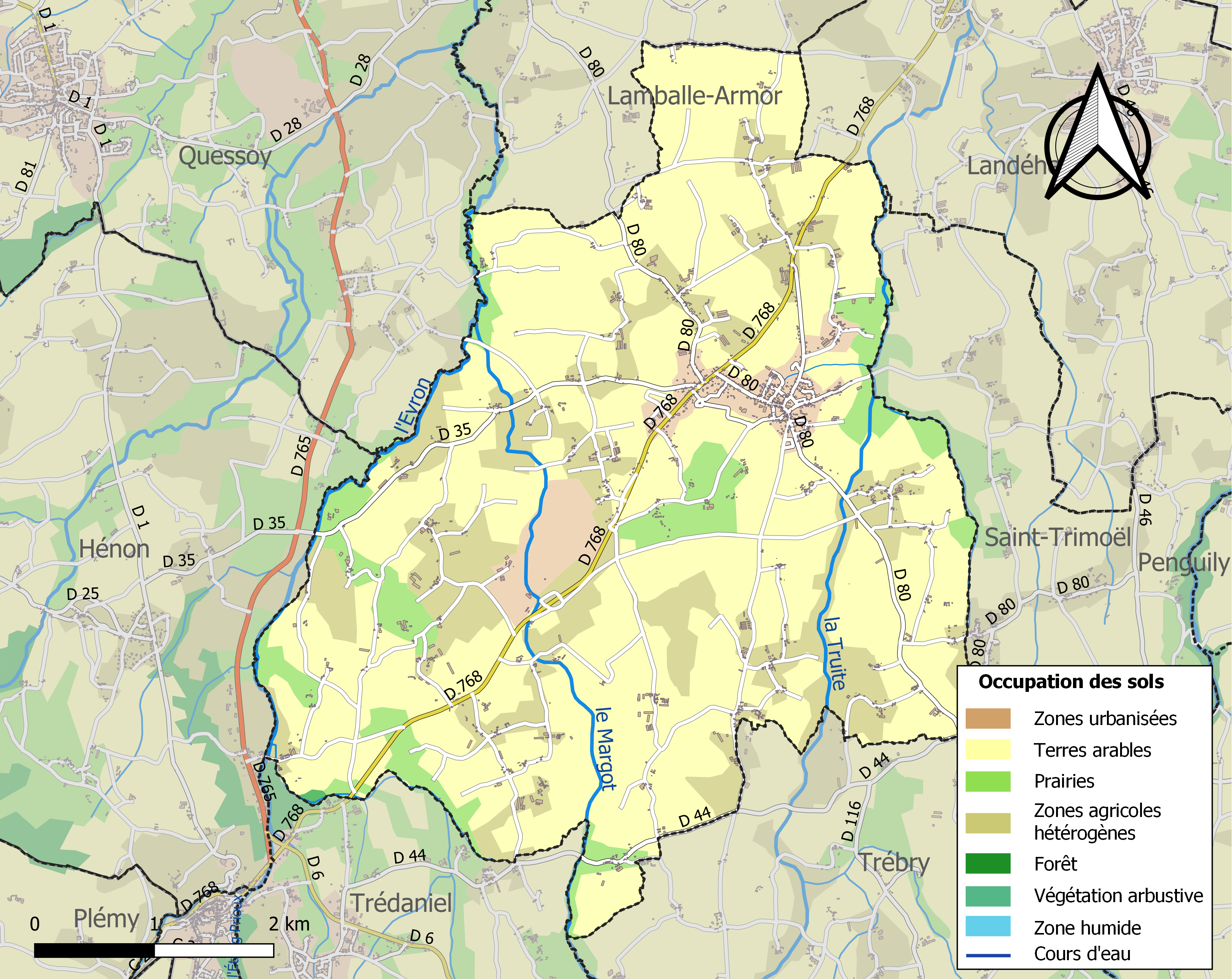
Carte des infrastructures et de l'occupation des sols de la commune en 2018 (CLC).

## Toponymie
Attesté sous la forme Brehant en 1132 et 1218. Il s'agit d'un toponyme fondé sur un anthroponyme d'origine celtique qui est le nom d'une famille connue initialement dans les environs de Loudéac.
L'un des premiers textes à évoquer le nom de village de Bréhand est une charte accordée par l'évêque de Saint-Brieuc, Guillaume Pichon, le 3 septembre 1220.
La commune est souvent dénommée "Bréhand-Moncontour" pour mieux la différencier de sa quasi-homonyme Bréhan-Loudéac.
Le nom de la commune est Berhaund-Moncontór en gallo et Brehant-Monkoutour en breton.

## Histoire

### Préhistoire
Au début de l'Âge du bronze, une communauté active s'implante sur le territoire de Bréhand. Au IIe millénaire avant notre ère, cette communauté élève un cairn dominant la plaine de Saint-Malo. L'exploitation de ces terres est lucrative, et la communauté produit de nombreux outils et objets en métal.
46 haches à douille furent trouvées en 1854, dans un pot enfoui à 1,50 mètre de profondeur, près du moulin à vent de Mi-Voie en Bréhand.

### Moyen Âge
Bréhand-Moncontour serait une ancienne paroisse de l'Armorique primitive qui englobait, outre Bréhand, Trébry, Trédaniel et Trégenestre. L'église de Bréhant [Bréhand] est mentionnée pour la première fois vers 1132 et la paroisse en 1274 dans des chartes du cartulaire de l'abbaye Saint-Melaine de Rennes
Selon Jean-Baptiste Ogée, l'église de Bréhand appartenait en 1100 à des laïques qui en jouissaient depuis longtemps par héritage, avant qu'en 1131 Jean Ier, évêque de Saint-Brieuc, ne la donnât à l'abbaye Saint-Melaine de Rennes qui en conserva le droit de présentation. Il écrit aussi qu'en 1500 Bréhand possédait les terres nobles suivantes : la Ville-Éon, à Guillaume Roquet ; le Vau-Theal, Beauvais et la Ville-Rouxel, à Jean Gouyon ; le Bouhardi [Boishardy], à Gouyon-le-Forestier ; le Camby [Quemby], au sieur de Kermené ; la Ville-Morhan, à Pierre Chalon ; la Ville-Kermarquer, à Jacques Poulain ; le Greneil [le Greny], à Mathurin Le Chartier ; la Ville-Louet, à Guillemette Rougeault  et le Guengo le Quengo] à Raoul-le-Forestier.
Le 3 septembre 1220, une charte de évêque de Saint-Brieuc, saint Guillaume III Pinchon, révèle la variété et la qualité des productions agricoles de Bréhand : cultures traditionnelles, mais aussi lin et chanvre, qu'utilise l'industrie textile, et même vignobles. Les nombreux propriétaires terriens de Bréhand s'investissent alors dans l'administration de la châtellenie dont Moncontour est le chef-lieu, et interviennent parfois dans les conflits entre la France et l'Angleterre.
Dès 1337, Guillaume de Bréhant, dit Launay du nom de la terre qu'il reçut en partage, défend aux côtés de Bertrand du Guesclin la cause de Jeanne de Penthièvre lors de la Guerre de Succession de Bretagne.

### Renaissance
En 1607, le regaire de Bréhand est acheté par Olivier du Gouray.

### Temps modernes
Selon le Pouillé de Tours écrit en 1648 une chapellenie des Fermes existait alors dans la paroisse.
Jean-Baptiste Ogée décrit ainsi Bréhand en 1778 : 

« Bréhand-Moncontour : dans un fond, sur le bord de la route de Lamballe à Pontivy ; à 4 lieues au Sud-Est de Saint-Brieuc, son Évêché et son ressort ; à 15 lieues trois quarts de Rennes, et à une lieue et demie de Moncontour, sa subdélégation. M. le Duc de Penthièvre est le seigneur de cette paroisse, dont la Cure est en la présentation de l'Abbé de Saint-Melaine. On y compte 1300 communiants. On voit dans ce territoire, qui est irrégulier et couvert d'arbres des terres fertiles en froment, seigle, et autres grains, des prairies, des pâturages  et quelques landes. »

Le même auteur précise aussi que Launay-Madeuc, Launay-Gouray et Beauvais, qui appartiennent alors au marquis de Langeron, disposent des droits de haute, moyenne et basse justice, qui s'exercent dans la basse salle de Moncontour, qui appartient à M. de Resnon.

### Révolution française
L'assemblée électorale des paroissiens de Bréhand-Moncontour, préparatoire aux États généraux de 1789, se réunit « au lieu ordinaire des délibérations » sous la présidence de René-Charles Loncle des Aleux, sénéchal de la juridiction de Bréhand en présence de 35 paroissiens ; deux députés chargés de représenter la paroisse à l'assemblée du tiers-état  de la sénéchaussée sont élus : François Legrandet Jean Garnier ; un cahier de doléances est rédigé.
Louis-François Doré, recteur de Bréhand depuis 1788 (il avait succédé à son oncle Louis Doré), prêtre réfractaire, dut partir en exil et fut remplacé par un prêtre constitutionnel, Julien Bichemin, qui fut boudé par les paroissiens, ne trouvant « ni un enfant, ni un homme pour lui répondre la messe », lequel fut remplacé par un certain Girard, puis le 24 juin 1794 par Pierre Josset. Louis-François Doré fut rétabli recteur en 1802, après le Concordat.
En 1793 l'église de Bréhand et la chapelle de Saint-Malo furent dépouillées de tout leur mobilier, y compris de leurs claches, en dépit de l'opposition de la population ; quelques vêtements religieux (chapes, chasubles, ..) furent cachées par une habitante, Marie Grogneuf, et la relique de la Vraie Croix par Guillaume Guérin d'Artois. Deux jeunes gens de Bréhand, qui auraient exprimés, alors qu'ils convoyaient des charretées de paille (qui étaient réquisitionnées) à Rennes, des sentiments antirévolutionnaires, furent fusillés à Rennes en 1792 ; l'un se nommait Jehan et l'aure Verdes.
Pendant la Révolution française, face aux brimades infligées par les Révolutionnaires, les Bréhandais défendent leur foi et les institutions traditionnelles. L'un d'eux, Amateur Boishardy, devient le chef des chouans de la région, et contribue à isoler Moncontour et sa garnison.
Le 26 mars 1793 deux à trois cents jeunes gens de Quessoy et Bréhand s'attroupèrent près de la chapelle de Saint-Malo et marchèrent en armes sur le bourg de Bréhand pour s'opposer au tirage au sort. Près du château
du Launay, ils se heurtèrent aux Lamballais qui tuèrent une douzaine d'hommes et firent 25 prisonniers. Le 26 octobre 1793 le commissaire du département, Charles Hello, tient avec le Comité de surveillance de Moncontour un véritable conseil de guerre au cours duquel il est décidé de surprendre Bréhand et les villages voisins afin de tenter d'arrêter Boishardy et ses hommes : 4 colonnes, l'une forte de 90 hommes, deux de 40 hommes et une de 30 hommes partent de Moncontour et en plus des troupes viennent de Lamballe. Le lendemain le bourg de Bréhan est occupé militairement, le maire, le procureur et les officiers municipaux sont arrêtés, ainsi que plusieurs habitants de Bréhand accusés d'avoir hébergé ou aidé Boishardy ou ses hommes, mais Boishardy échappe au coup de filet.
C'est dans cette commune que ce chef chouan fut cerné par surprise et tué dans un champ où il passait la nuit ; Hoche ordonna s'arrêter les officiers de grenadiers commandant le détachement qui avait coupé et promené la tête de ce chef à Moncontour et Bréhand avant de la jeter dans l'étang de Launay où elle fut retrouvée quelques années plus tard.
Au terme de cette période, la population abandonne la production de toiles et se consacre à l'agriculture, qu'elle perfectionne et diversifie afin de mieux vendre ses produits, en particulier le cidre et le beurre.

### LeXIXesiècle
Le 13 novembre 1824 le roi Charles X reçut René de Foucaud de Launay, ancien maire de Bréhand, en audience particulière.

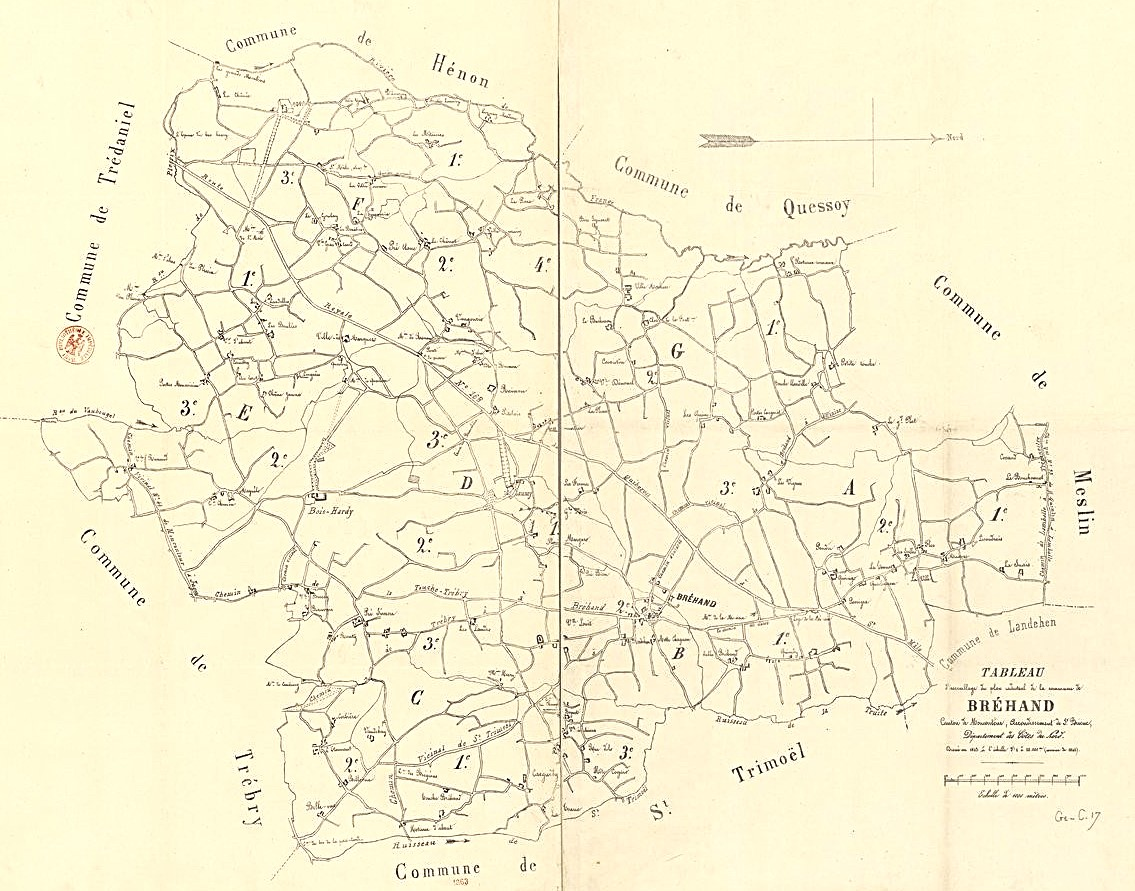
Plan cadastral de la commune de Bréhand ; tableau d'assemblage (1863).

A. Marteville et P. Varin, continuateurs d'Ogée, décrivent ainsi Bréhand en 1843 :

« Bréhand-Moncontour, ou mieux Bréhand, commune formée de l'ancienne paroisse de ce nom, aujourd'hui succursale. (...) Principaux villages : Quemby, Sansie, le Greny, Salle-Bréhant, Village ès Chien, Ville Louët, Prebis, Pré-Simon, Ville-Brecey, Maguello, Ville-Renau, Chenot, Launay, Les Fermes, Ville-Morhen, Lesquin, Grande-Vigne, Portes-Cargouet, Grand-Quengo, Le Flos, Cacaut. Superficie totale 2 534 hectares 68 ares 95 centiares dont (...) terres labourables 1 939 ha, prés et pâturages 171 ha, bois 24 ha, vergers et jardins 11 ha, landes et incultes 188 ha (...). Moulins : 10 (Grands Moulins, Launay, Ville-ès-Lery, Combourg, du Plessix, Marquets, Renou, la Côte-Renou, à eau ; de la Mi-Voie, de Saint-Malo, à vent. (...) Chapelles de la Trinité, du Pressoir, Saint-Malo. (...) On parle le français (en fait le gallo). »

Selon Joachim Gaultier du Mottay, en 1862 Bréhand disposait d'une école de garçons ayant 107 élèves, d'une école de filles en ayant 112. Il précise que « cette commune est boisée et bien plantée de pommiers, les prairies y sont traitées avec beaucoup de soin ; presque toutes les landes ont disparu (..) ; les cidres et les beurres (..) sont très estimés et recherchés sur les marchés voisins. (..) Les 8 moulins à eau qui se trouvent en Bréhand disposent d'une force motrice de 42 chevaux (..). Constitution granitique au sud et schiste talqueux au nord ».
En 1882 la présence de loups fut constatée dans les communes de Saint-Trimoël, Bréhand et Trébry, exerçant des ravages sur les troupeaux. Une battue organisée dans les bois entourant le château de Boishardy permit d'en tuer un et d'en déloger un autre.

### LeXXesiècle

#### La Belle Époque
Les Frères de l'instruction chrétienne de Ploërmel tenaient une école à Bréhand, qui dût fermer en 1903. Les religieuses, qui fournissaient une instruction chrétienne aux enfants depuis 1834, durent aussi partir, malgré la vigoureuse opposition des paroissiens.« Ces courageux habitants de Bréhand, au nombre de plus de 500, armés de fourches et de bâtons ne craignirent point par tous les moyens en leur pouvoir de manifester aux deux gendarmes présents qu'ils étaient résolus de résister (..). Depuis huit jours les sympathiques religieuses ont une garde d'honneur composée, le jour, de sympathiques chrétiennes (..) et la nuit de robustes et valeureux hommes, pères de famille et jeunes gens, sacrifiant (..) un sommeil réparateur pour se consacrer à une sérieuse et active surveillance » écrit le journal La Dépêche, reprenant un article du journal Indépendance bretonne du 29 juillet 1902.
Des manifestants de Bréhand, qui s'étaient opposés aux inventaires des biens d'église, dont le fils du maire de Quessoy, Gaston du Plessis de Grénédan, furent poursuivis devant le tribunal correctionnel pour violences envers les gendarmes.
Bréhand a disposé d'une gare, dite "gare de Bréhand", bien que située dans la commune voisine de Hénon, sur la ligne de Saint-Brieuc à Moncontour des Chemins de fer des Côtes-du-Nord entre 1905 et 1937.
Le double service télégraphique et téléphonique ouvre à Bréhand le 16 mars 1914.

#### La Première Guerre mondiale
Le monument aux morts de Bréhand porte les noms de 114 soldats morts pour la Patrie durant la Première Guerre mondiale ; parmi eux 8 sont morts en Belgique ; 3 dans le cadre de l'Expédition de Salonique (Louis Morin en 1916 et Joseph Quémart en 1917, tous les deux en Grèce et François Glâtre dans l'actuelle Macédoine du Nord le 30 octobre 1918) ; 4 (Pierre Denizanne, Louis Urvoy, Jean Valo et Pierre Bourdais, ce dernier le 24 décembre 1918, donc après l'Armistice) sont morts en Allemagne ; les autres sont décédés sur le sol français. Quatre soldats (François Barbé, François Besnard, Jean Corbel et Paul Morin) ont été décorés à la fois de la Médaille militaire et de la Croix de guerre et quatre de la Croix de guerre (Marie Ange Moisan, Marie Ange Robin, Eugène Tirel et François Vervin).
« J'ai vu (..) un soir d'hiver, pendant l'offensive de Verdun,
aux portes de Bréhand-Moncontour, des batteries de cuivre rougeoyer dens la nuit. (..) C'était une batterie d'alambics au fond d'un chemin creux, tandis que les fils de Bretagne se faisaient tuer dans les tranchées. Quel spectacle ! Là-bas le Boche ! Ici l'alcool ! Quel crime ! ».

#### L'Entre-deux-guerres

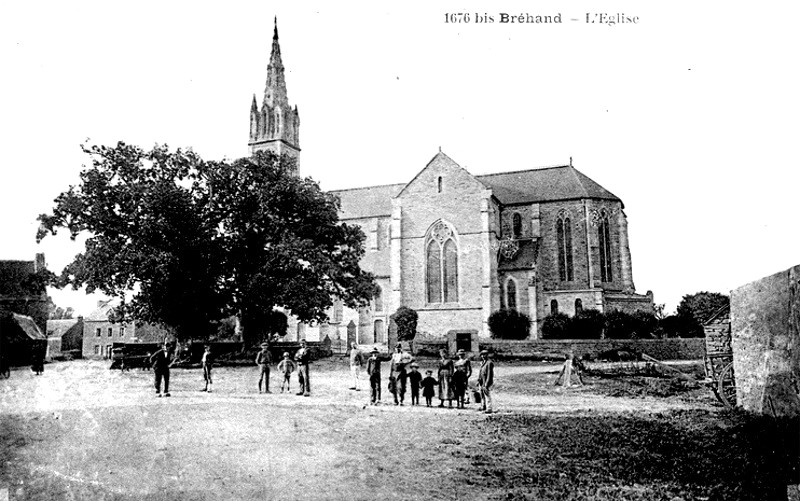
Bréhand ː l'église paroissiale Notre-Dame vers 1925 (carte postale).
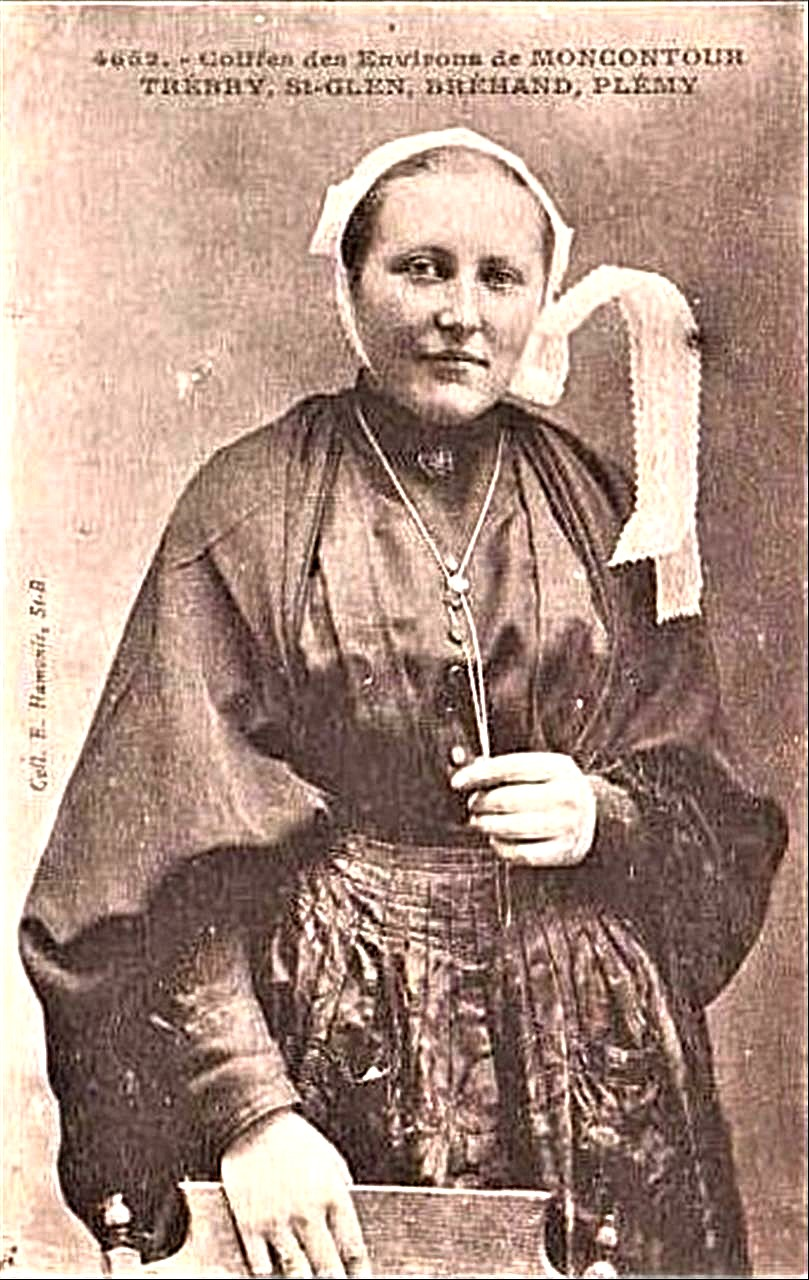
Coiffe des environs de Moncontour, Trébry, Saint-Glen, Bréhand, Plémy (carte postale Émile Hamonic).

#### La Seconde Guerre mondiale
Le monument aux morts de Bréhand porte les noms de 6 personnes mortes pour la France pendant la Seconde Guerre mondiale ; parmi elles, Louis Blanchard, soldat mort en mai 1940 à Assevent (Nord) pendant la Bataille de France ; François Cornillet et Louis Glâtre, tous les deux morts en captivité en Allemagne en 1941 ; Louis Defin, résistant membre du bataillon Valmy, mort à Auray des suites de ses blessures en septembre 1944 ; Pierre Ruellan, mort en mai 1945 d'une maladie contractée en captivité en Allemagne ; Jean Tardivel, requis du STO, mort en Allemagne en février 1945.
Alice de Bortoli, née Morin, originaire de Bréhand, fut une résistante active FTP  et Front national dans le pays de Brest en 1941 avant de trouver refuge dans une maison du bourg de Bréhand en 1942, puis, installée à Moncontour, d'héberger des résistants et de distribuer des tracts hostiles aux Allemands.

#### L'après Seconde Guerre mondiale
Deux soldats originaires de Bréhand (Louis Garoche et André Lecant, ce dernier décoré de la Médaille militaire et de la Croix de la valeur militaire) sont morts pour la France durant la Guerre d'Algérie.

## Démographie
| 1793  | 1800  | 1806  | 1821  | 1831  | 1836  | 1841  | 1846  | 1851  |
| ----- | ----- | ----- | ----- | ----- | ----- | ----- | ----- | ----- |
| 1 858 | 1 758 | 1 889 | 1 786 | 1 811 | 1 975 | 2 003 | 2 054 | 2 135 |

| 1856  | 1861  | 1866  | 1872  | 1876  | 1881  | 1886  | 1891  | 1896  |
| ----- | ----- | ----- | ----- | ----- | ----- | ----- | ----- | ----- |
| 2 078 | 2 067 | 2 094 | 1 983 | 2 007 | 2 021 | 1 940 | 1 938 | 1 840 |

| 1901  | 1906  | 1911  | 1921  | 1926  | 1931  | 1936  | 1946  | 1954  |
| ----- | ----- | ----- | ----- | ----- | ----- | ----- | ----- | ----- |
| 1 853 | 1 830 | 1 830 | 1 568 | 1 498 | 1 566 | 1 479 | 1 401 | 1 352 |

| 1962  | 1968  | 1975  | 1982  | 1990  | 1999  | 2006  | 2008  | 2013  |
| ----- | ----- | ----- | ----- | ----- | ----- | ----- | ----- | ----- |
| 1 324 | 1 307 | 1 247 | 1 369 | 1 287 | 1 271 | 1 387 | 1 421 | 1 542 |

| 2018  | 2022  | - | - | - | - | - | - | - |
| ----- | ----- | - | - | - | - | - | - | - |
| 1 671 | 1 695 | - | - | - | - | - | - | - |

## Culture locale et patrimoine

### Lieux et monuments
La commune contient plusieurs lieux et monuments :

#### L'église Notre-Dame

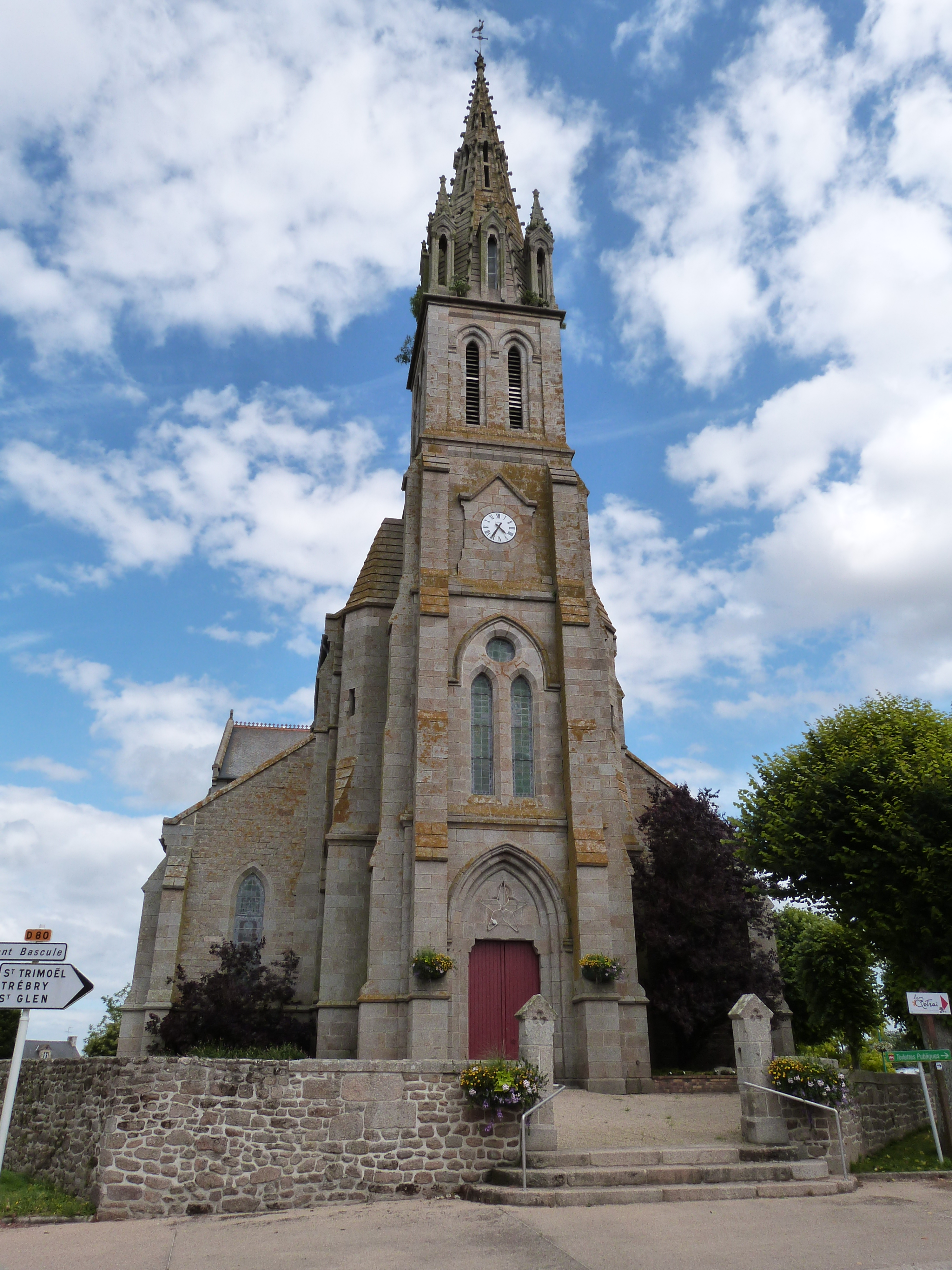
L'église Notre-Dame de Bréhand.

L'église Notre-Dame de Bréhand, de style néo-gothique, date pour l'essentiel de 1890. Vingt-neuf mois ont été nécessaires à sa construction sur l'emplacement de l'ancienne église, l'église Saint-Pierre qui a appartenu dès 1124 aux moines de l'abbaye Saint-Melaine de Rennes et qui avait l'objet d'un projet de restauration avortée en 1867.
En 1895, les quatre nouvelles cloches furent baptisées :
- Julienne, Angélique, Jeanne, Marie-Françoise pour celle de 2 160 livres ;
- Pierre, François, Joseph pour celle de 1 600 livres ;
- Olive, Marie-Louise, Françoise, Marie-Ange pour celle de 1 100 livres ;
- Caroline, Marie-Françoise, Jeanne, Guillemette pour celle de 890 livres.

#### Le château de Launay

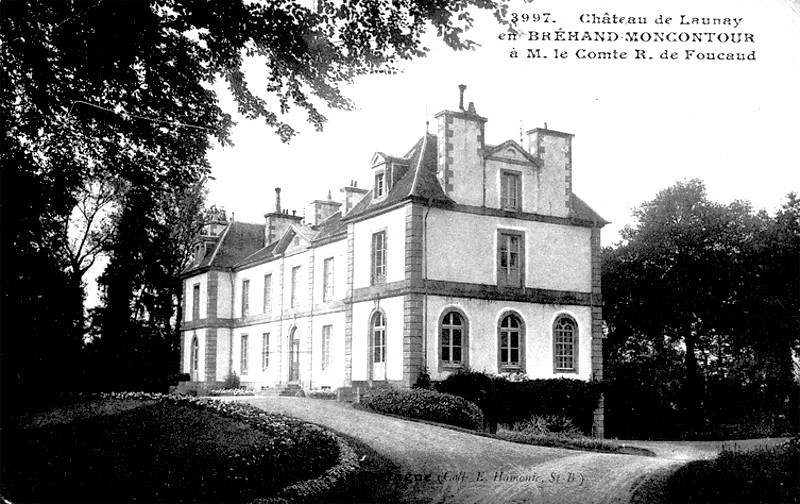
Bréhand ː le château de Launay vers 1910 (carte postale Émile Hamonic).

Il date du XIVe siècle et du XIXe siècle. Le domaine de Launay fut fondé au début du XIVe siècle par Typhaine, épouse du seigneur de Bréhand. Il est divisé en 1319 en Launay-Gouray (l'actuel domaine de Launay) et Launay-Madeuc à la suite du mariage de Jeanne de Bréhand avec Robin Du Gouray (Day). Cette seigneurie est érigée en bannière au milieu du XVe siècle.
Le château est acquis par la famille de Foucaud en 1779. À partir de 1848, Ludovic de Foucaud fait édifier un nouveau château, de style néoclassique, à l'emplacement de l'ancien. Jeanne y appréciera la cuisine jusqu'à sa retraite en retrouvant sa fille Marie-Françoise unie à J.-Ange Marie.
Le domaine abrite un pigeonnier et une chapelle intérieure. Dans cette dernière repose le gisant de Charles Madeuc, chevalier et chambellan de Jean V, capitaine de Moncontour en 1422 et seigneur de Launay-Madeuc en 1436.

#### Le manoir de Quimby
Il date du XVIe siècle et du XVIIIe siècle. Propriété de Raoul Le Champion en 1514, du sieur de Kermené en 1536 puis de la famille Carmené. Ce petit manoir possède une porte, dont l'arc brisé repose sur deux larmiers (saillies empêchant l'eau de couler le long du mur), une tour qui protège la porte par une meurtrière, et une chapelle privative abandonnée lors de la Révolution française ; celle-ci servait vers 1850 de pressoir et de lieu de décharge aux fermiers de Quimby.

#### Le manoir de Boishardy

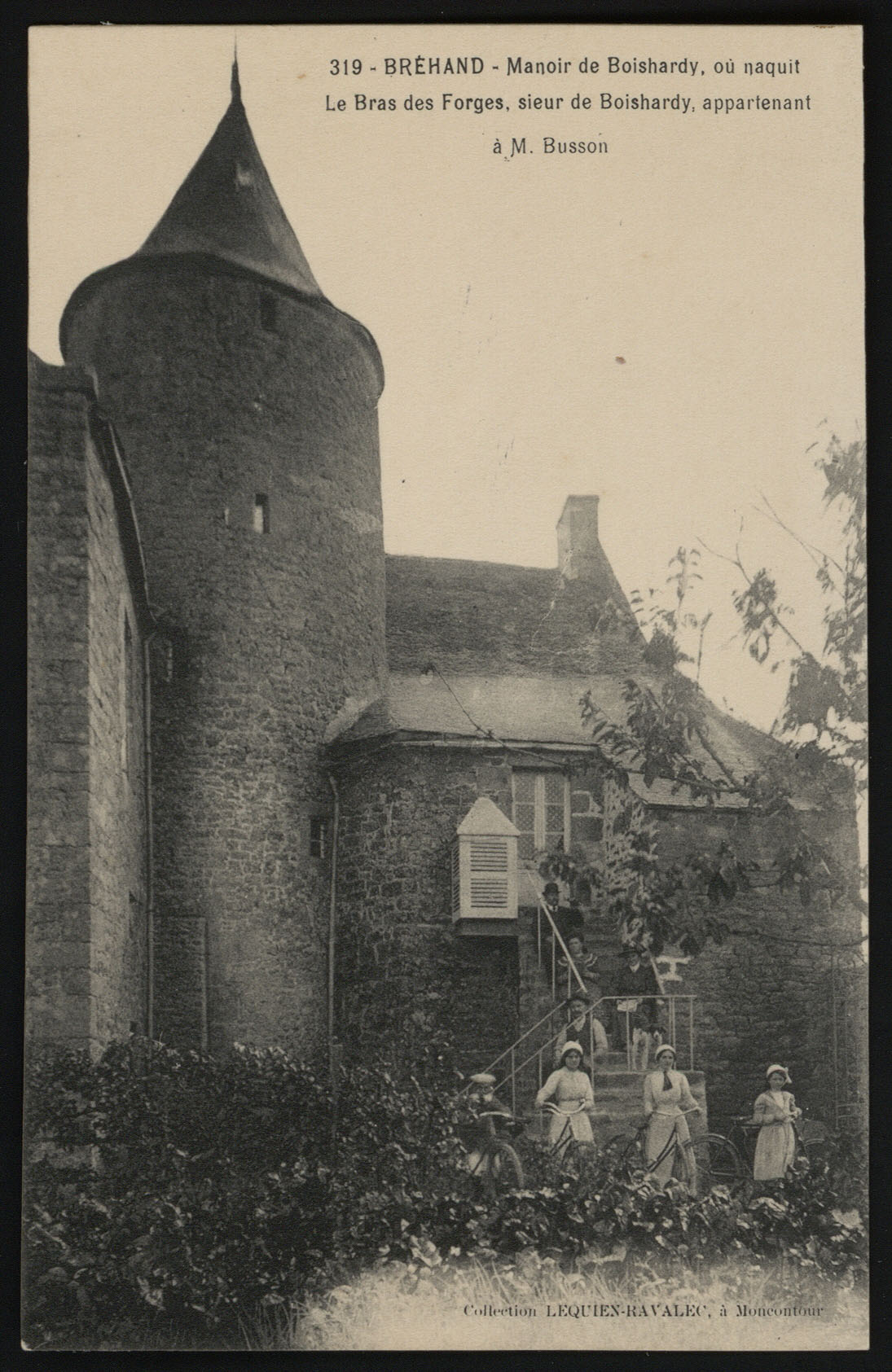
Le manoir de Boishardy (carte postale).

XVIe siècle. À la Villehemet. Ce manoir, mentionné en 1587, a donné son nom à la famille du chef chouan Boishardy auquel il a appartenu. Sa forme est beaucoup plus moderne à la suite des restaurations menées au XIXe siècle et au XXe siècle.

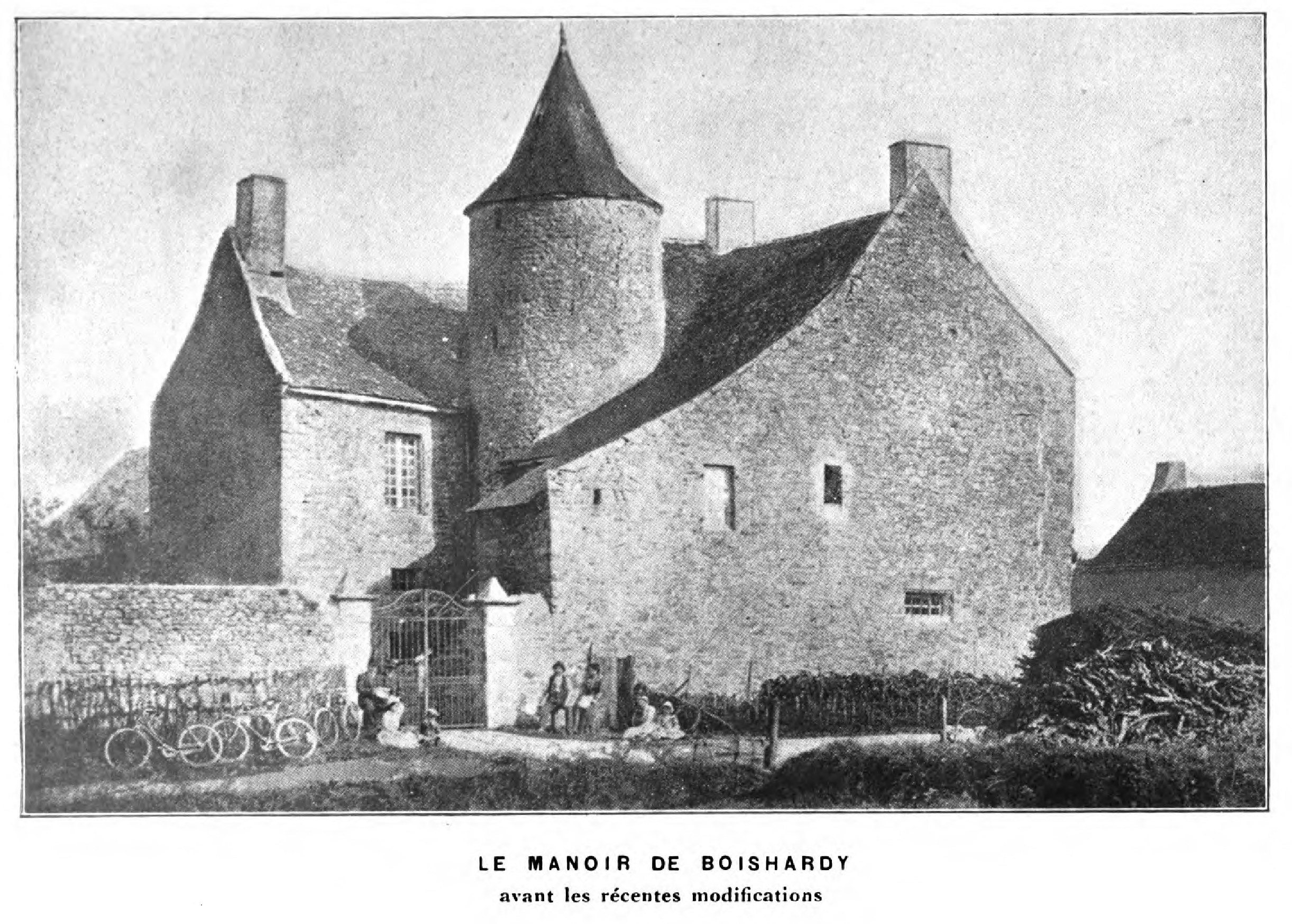
Le manoir de Boishardy avant ses transformations (carte postale datant d'avant 1925).

#### La chapelle Saint-Malo
Elle date du XVIe siècle et du XIXe siècle. L'édifice actuel, construit sur un tumulus, date en partie du XVIe siècle. Il était autrefois entouré d'un cimetière.

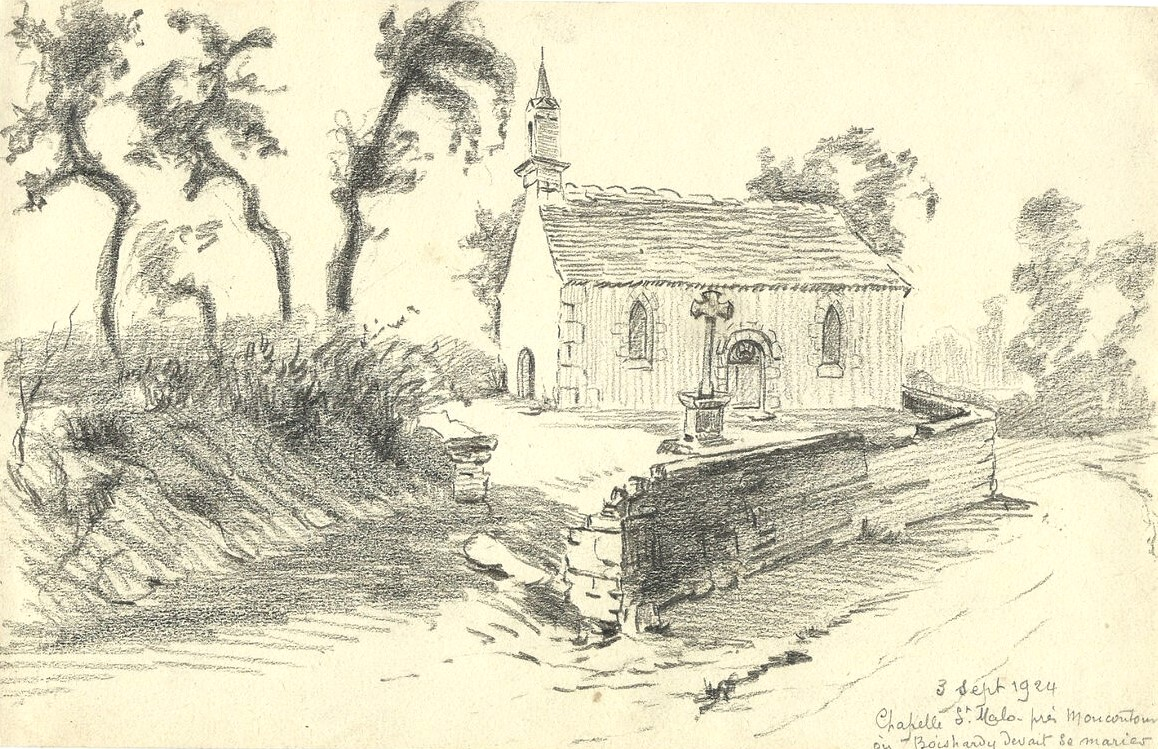
Bréhand ː la chapelle Saint-Malo en 1924 (dessin, auteur anonyme).

Pendant la Révolution française, les mariages et baptêmes célébrés par les prêtres constitutionnels étaient rectifiés [refaits] dans cette chapelle par les prêtres insermentés. En 1793, dans les premiers jours de la chouannerie, elle constitue le point de ralliement des jeunes gens des communes environnant Moncontour, qui vont marcher sur Bréhand pour s'opposer à la levée des 300 000 hommes. On la tient alors pour un repaire de Boishardy. C'est en effet à proximité que le chef chouan est surpris et abattu par les Bleus.
L'édifice fut reconstruit et érigé en chapelle de secours le 23 août 1804 et une sacristie y fut construite en 1851. La chapelle a été presque entièrement reconstruite de 1872 à 1874.
C'est dans cette chapelle que l'on trouve la planche à trous qui permettait de connaître le nombre de paroissiens désirant communier.
Tous les ans, l’association de l’Amicale des chasseurs de Bréhand – Saint-Trimoël organise deux jours de fête autour de celle-ci.

#### Manoir de Kercadio
Construction des XVIe siècle- XVIIIe siècle. Propriété de Robin Chardel en 1514, de Guillemette Bougault ou Rougeault en 1536. Habitation en 1793 d’Anne-Joséphine Quintin de Kercadio (1779-1824), la jeune fiancée d’Amateur-Jérôme Le Bras des Forges de Boishardy (1762-1795), fille de François Joseph Quintin (1743-1785) et de son épouse Charlotte Anne Le Bottey (1742-1821). Bâtiment détruit.

#### Manoir du Chêne

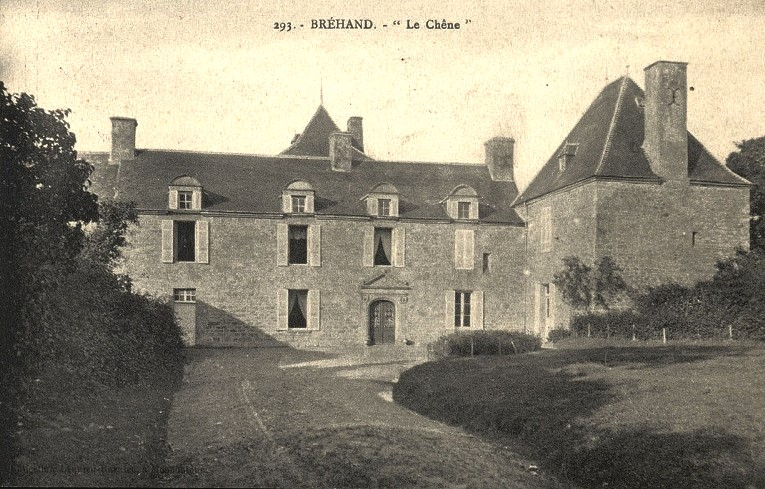
Bréhand ː le manoir du Chêne vers 1925 (carte postale).

#### Croix de Boishardy
La Croix de Boishardy perpétue le souvenir du chef chouan Amateur de Boishardy exécuté le 15 juin 1795 non loin de là. Édifiée d'abord près du moulin de Saint-Malo désormais disparu, et dénommée initialement "croix Fourchon", elle se trouvait dans le chemin des Champs Piroués où, selon la tradition orale, a été assassiné Boishardy. Elle avait été transférée en bordure de la route de Lamballe à Moncontour. Renversée par la fausse manœuvre d'un tracteur et gisant plusieurs années au pied de son socle, elle a été restaurée et déplacée sur un terrain boisé situé le long de cette même route à l'initiative de l'Association bretonne et inaugurée le 10 juin 1979
.

#### D'anciens moulins à farine
D'anciens moulins à farine existent dans la commune : Queslon ; Hesry ; Launay.

### Personnalités liées à la commune
- Amateur de Boishardy, chevalier de Boishardy, est un chef chouan des Côtes-du-Nord.
- Ludovic de Foucaud, député des Côtes-d'Armor.

### Héraldique
| Blason | Blasonnement : De gueules au léopard d'argent. |